# Corso (piraterie)
Pour les articles homonymes, voir Corso.
Le mot italien « corso » désigne les activités de déprédations maritimes réciproques entre chrétiens et musulmans, qui ont eu lieu du XVIe au XVIIIe siècle en Méditerranée. Consistant en attaques de navires de commerce et en captures de villageois sur les côtes, suivies de la mise en esclavage des captifs en vue de leur exploitation ou de leur rachat, le corso a concerné les populations des côtes de la Méditerranée pendant les trois siècles de son existence, et impliqué des acteurs exogènes à cette mer.
Le corso peut être compris en deux aires d'action, la Méditerranée occidentale et la Méditerranée orientale, où les enjeux et les acteurs varient.

## Définition

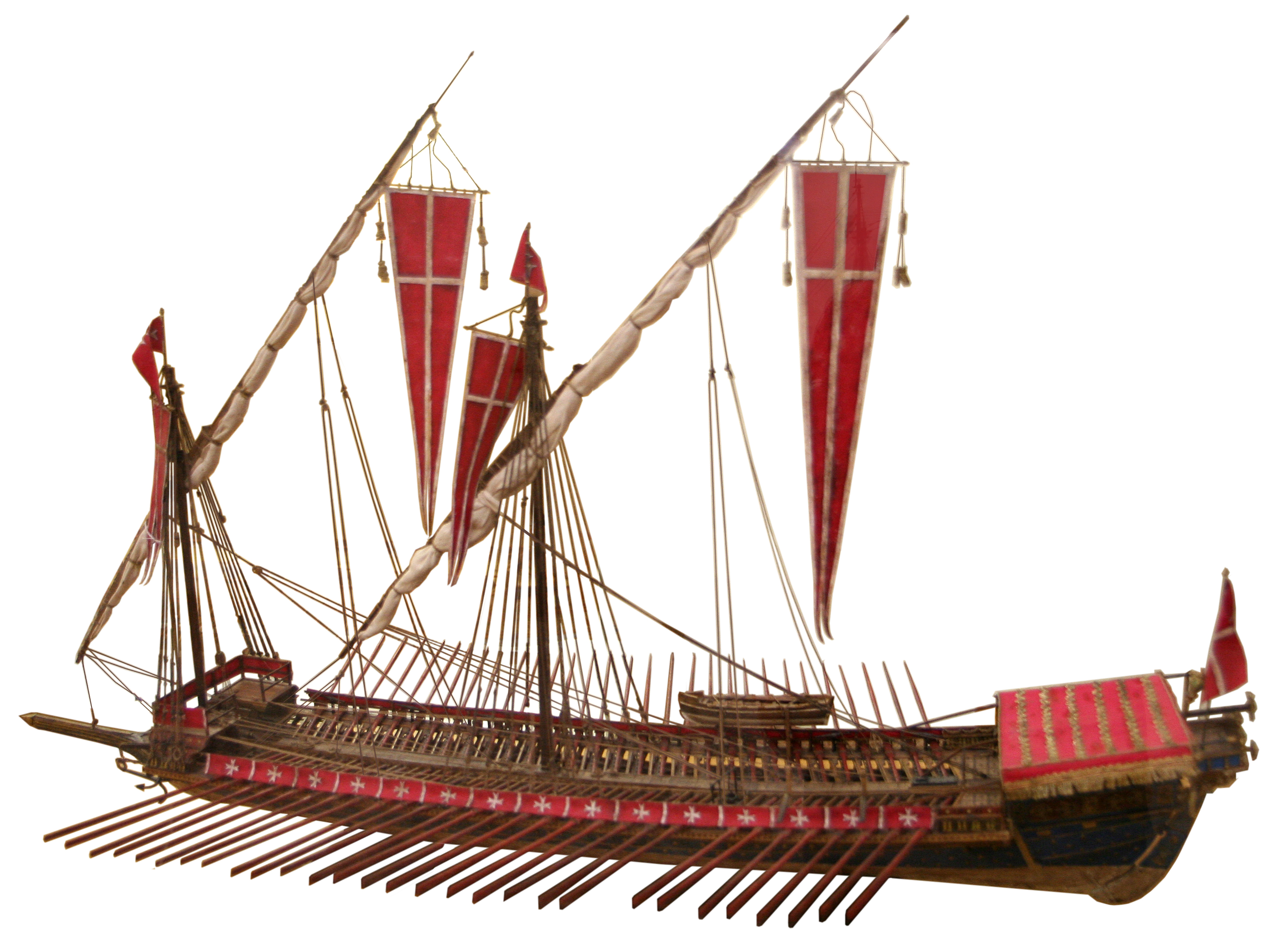
Galère hospitalière.

Sur mer, il existe quatre sortes d'affrontements suivant une définition de Michel Fontenay dans une étude d'Alberto Tenenti[réf. à confirmer] :
- la guerre navale, dans laquelle au moins deux pays, possédant une marine de guerre, s'affrontent, respectant les droits de la guerre ;
- la guerre de course, dans laquelle un pays s'associe avec un armateur privé, le corsaire, sous contrat, la lettre de course, pour partager les coûts et profits, suivant des règles de droit clairement établis ;
- la piraterie, véritable brigandage maritime sans foi ni loi fait par les pirates et condamnée par le droit et la morale ;
- le corso, entre chrétiens et musulmans, entre la course et la piraterie, forme de violence maritime mais admise par les mœurs, qui fut l'activité principale de certains pays-corsaires, principalement méditerranéens, et qui furent le cas tels des côte des Barbaresques. Ce Corso est généralement soumis à des règles de droit entre mandaté et mandataire prévoyant les règles d'engagement et la répartition des prises.

Les Hospitaliers de l'ordre de Saint-Jean de Jérusalem avaient, au moins, quand ils étaient à Rhodes et au début de leur présence à Malte, la volonté de faire la police des mers[réf. à confirmer], c'est la « contre-course ». Mais assez rapidement, vers le XVIe siècle, la contre-course se transforme tout simplement en corso.

## Fonctionnement

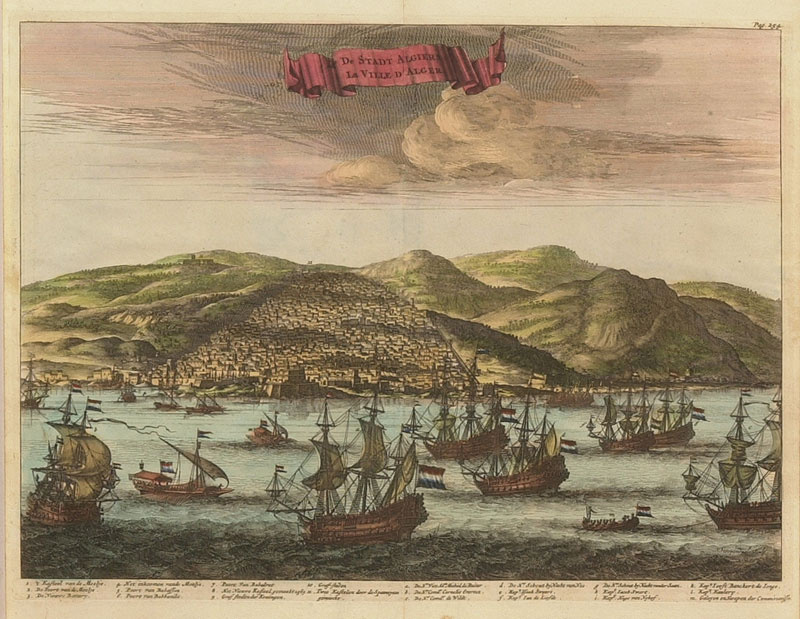
Alger à l'époque de la Régence (1680).

L'on n'a pas connaissance de lettres de marque algéroises, même si le Registre des Prises (commencé en 1765) permet à l'autorité politique locale d'avoir une connaissance bateau par bateau et sortie par sortie, de l'activité des raïs ; la reddition de compte se borne cependant exclusivement à apporter les preuves que le raïs partage le butin avec cette autorité ; l'autorité politique supérieure (la Sublime Porte) est tenue à l'écart de l'information opérationnelle (quel bateau, quels captifs de quelle nationalité), ce qui rend inopérants les "traités de paix" que les puissances occidentales pourraient passer avec cette "autorité" supposée supérieure[réf. nécessaire].
Les pays européens les plus puissants, comme la France et l'Angleterre, négocient, régence par régence (puisque l'échelon central est inopérant) des "traités de paix", en fait des trêves payantes toujours précaires ; l'application des traités "de paix" ne va pas de soi ; l'asservissement "par erreur" de ressortissants des pays signataires n'est évité qu'au prix d'épuisantes et humiliantes tractations au cas par cas par les consuls, qui doivent sans cesse faire profil bas et donner quelque chose de plus[réf. nécessaire].
Les pays plus faibles, en particulier les micro-États italiens et les îles, n'ont pas la ressource de passer de tels traités (ni surtout de les faire respecter), et ils subissent de plein fouet la prédation qui se traduit non seulement par des attaques en mer, mais aussi par des razzias massives sur les côtes, et ce encore au XIXe siècle. On citera encore Daniel Panzat[réf. nécessaire].

## Historique

### LecorsoauXVIesiècle

#### La régence d'Alger et lecorso
La création de la régence d'Alger comme État vassal de l'Empire ottoman par les frères Arudj et Khayr ad-Din Barberousse donne au corso musulman une assise territoriale solide. En se faisant vassale de l'Empire ottoman, Alger se soumet à une souveraineté lointaine mais dont le seul nom tient en respect les puissances européennes. Mais en réalité la marine algéroise n'était point « vassale » de l'empire turc comme elle n'était « vassale » d'aucune entité étatique au XVIIIe siècle. « Alger était devenu le plus ferme appui des sultans de Constantinople. Aucun évènement ne s'accomplissait sur le bassin de la Méditerranée sans que les corsaires algériens y prissent part. La force principale de toute la marine ottomane reposait sur eux ».

#### Lecorsochrétien: l'ordre de Saint-Jean de Jérusalem
Pour Xavier Labat Saint-Vincent, du côté des puissances européennes, l'ordre de Saint-Jean de Jérusalem pratiquait aussi le corso, auquel il aurait donné, au début du moins, un caractère défensif.
« S'il fut à l'origine une contre-course défensive qui répondait à la formidable explosion de l'activité corsaire des ports barbaresques, le corso maltais acquit, à partir de la défaite navale turque à Lépante (1571), sa véritable dimension prédatrice. Son activité glissa vers le bassin oriental de la Méditerranée et visa de plus en plus souvent des cibles civiles : il ne s'agissait plus dès lors d'une contre-course défensive, mais ni plus ni moins d'un pillage organisé et systématique destiné à ruiner les marines de commerce musulmanes, pour le plus grand profit des marines chrétiennes et surtout française (...) »
En dehors des Hospitaliers, la course est aussi pratiquée par les Italiens, principalement les Toscans, ainsi que les Siciliens, et les Espagnols (Valenciens). La course chrétienne est encore assez limitée dans les années 1560, mais elle se développe considérablement ensuite.

### LeXVIIesiècle

#### Les transfuges hollandais (finXVIesiècle- débutXVIIesiècle)
À la fin du XVIe siècle et au début du XVIIe siècle, on note un afflux de Hollandais pendant la Guerre de Quatre-Vingts Ans ; parmi les grands noms, on trouve Simon Dansa (vers 1580-1620), Salomo de Veenboer alias Suleyman Raïs (mort en 1620)  et Jan Jansen alias Mourad Raïs (1570-1641)[réf. nécessaire].
Ces Hollandais trouvent chez les Barbaresques un autre ennemi acharné de l'Espagne ; Jansen affiche son indépendantisme hollandais. Simon Dansa s'illustre en introduisant à Alger les voiliers de haut-bord, permettant de passer dans l'Atlantique. Jan Jansen mène des opérations jusqu'en Irlande (le 20 juin 1631 à Baltimore) et en Islande (1627). Ces raids sur l'Islande, dans les îles Vestmann, ont marqué la mémoire de ce pays. Une captive, Guðríður Símonardóttir, a été libérée des années plus tard et a raconté son expérience[réf. nécessaire].

#### Les transfuges anglais (débutXVIIesiècle)
Au tout début du XVIIe siècle, tandis que les raïs hollandais poursuivent leur carrière, se produit à partir de 1603 une arrivée d'Anglais, par exemple Peter Easton et John Ward alias Yusuf Raïs ; il s'agit d'anciens corsaires privés de leur lettre de marque à l'occasion de l'avènement de Jacques Ier qui, contrairement à Élisabeth Ire, recherchait la paix avec l'Espagne et résilia toutes les lettres de marques dans ce but[réf. nécessaire].
Le corso prend des proportions considérables. De Grammont signale : « De la fin de 1628 au milieu de 1634, la France, qui fut cependant la moins éprouvée des nations maritimes, perdit 80 navires d'une valeur d'environ 5 millions, et dut racheter ou laisser renier 1 831 captifs. », ceci alors qu'elle était en paix avec la Turquie.

### LeXVIIIesiècle
- la régence de Tripoli et les États-Unis : en 1786, Thomas Jefferson, ambassadeur américain auprès de la France, et John Adams, ambassadeur auprès de la Grande-Bretagne, ont une entrevue à Londres avec Sidi Haji Abdul Rahman Adja, ambassadeur de Tripoli en visite. Demandant pourquoi leurs vaisseaux sont attaqués hors de toute guerre, ils s'entendent répondre[8] que, d'après le Coran, toutes les nations qui n'ont pas reconnu Mahomet sont pécheresses, et qu'il est donc légitime de les piller et de réduire leurs peuples en esclavages, sauf si elles acceptent par traité de payer des tributs.
- la régence d'Alger et les navires de l'Empire ottoman : Albert Devoulx, analysant le registre des prises de la régence d'Alger (volume commençant en 1765), note des captures visant des navires relevant de l'Empire ottoman : turcs, grecs et même tunisiens.[réf. nécessaire]